# Isla de Uno
La Isla de Uno (en portugués: Ilha de Uno) es una isla del archipiélago de Bissagos frente a la costa del país africano de Guinea-Bisáu. Posee una superficie estimada en 104 kilómetros cuadrados.
Se encuentra en la Región de Bolama, específicamente el sector de Uno, al sur de las islas Carache y Porcos, al este de Unhocomo y Unhocomozinho, al norte de la isla de orango y al oeste de Uracane.